# Chase (Djumbo)
Chase is het vierde muziekalbum van de Nederlandse meidengroep Djumbo. De meeste nummers op het album, waaronder de titelsong, behoren tot het genre van de popmuziek. Het is het laatste album van Djumbo met Svenja.

## Singles
- Oorlogskind (20 juni 2009)
- Summertime in Dubai (16 augustus 2009)
- Chase (22 mei 2010)
- Sjans (25 oktober 2010)

## Tracklist
1. Chase
2. I Wanna Kiss You
3. No Way
4. Round
5. Look at the Sun
6. All Day
7. Disco
8. Sjans
9. Fiësta
10. Oh No
11. Wonder of It All
12. Summertime in Dubai
13. Oorlogskind